# Amphipyra latilinea
Amphipyra latilinea là một loài bướm đêm trong họ Noctuidae.